# Ingrid Lingmark (hundpsykolog)

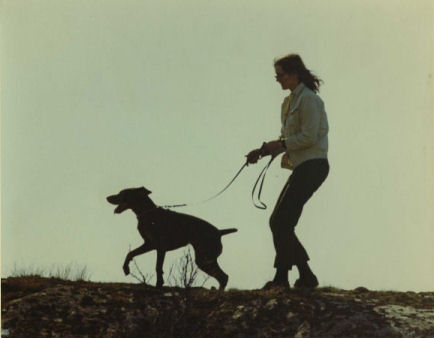
Ingrid Lingmark, 1966

Ingrid Margareta Holmqvist Lingmark, född 1948 i Österhaninge, är en svensk entreprenör inom hundhållning. Ingrid Lingmark föreläser om hundslagsmål och hundens sociala spel. Hennes korta filmsekvenser med snabba hundmöten och hundars beteende under promenader har blivit mycket uppmärksammade.

## Karriär
Ingrid Lingmark blev hundägare på 1960-talet och reagerade på samtidens smärtsamma disciplinmetoderna inom hunduppfostran. 1973 skrev och gav hon ut "Hunden i fokus" tillsammans med Anders Hallgren och Uno Lingmark och bokserien är mest känd för undersökningen som gjorde 1976 "Därför behövs hunden" . Undersökningen, med förord av Stig Järrel , var ett försök att lyfta hundens sociala roll i samhället. Den fick medial uppmärksamhet och delades ut till samtliga rikdsaledamöter tillsammans med ett brev som pekade på hundens betydelse. Ingrid, Uno och Anders startade samma år, vad tidningen DN refererades till som "Sveriges första hundskola". Ingrid var i slutet av 1970-talet och början av 1980-talet chefredaktör för Vi hundägare och har därefter tagit sig an avlivningshotade hundar som hon har baserat mycket av sina teorier kring. År 1997 skrev hon en bok med titeln Hundbok för erfarna. Boken tar upp hundslagsmål och analyserande orsaker till varför de sker och vad man kan göra för att förebygga dessa.

## Hundsyn
Lingmarks hundsyn har fokus på hundens sociala förmåga gentemot sin ägare och andra hundar. Hennes forskning innefattar att hundägaren har en relation till sin hund och att den relationen är viktig när hunden ska möta andra hundar. Hon anser också att det finns tydliga handlingsmönster inom en del relationer som kan skapa stress, rädsla och aggressivitet hos den egna hunden i mötet med andra hundar.